# Liste des choix de repêchages des Sabres de Buffalo
Cette liste contient tous les joueurs de hockey sur glace ayant été repêchés par les Sabres de Buffalo, franchise de la Ligue nationale de hockey. Les joueurs listés ci-dessus n'ont pas obligatoirement joué un match sous le maillot de l'équipe.
Elle regroupe les joueurs depuis le Repêchage de 1970 organisé par la LNH en 1969-1970, jusqu’à aujourd’hui ,. Les joueurs sont classés par année de repêchage. Les deux premières colonnes donnent le rang et le tour duquel le joueur a été repêché suivis de son nom, de sa nationalité et de sa position de jeu.

## Les repêchages amateurs

### 1970
| No  | Tour | Nom               | Nationalité | Position       |
| --- | ---- | ----------------- | ----------- | -------------- |
| 1   | 1er  | Gilbert Perreault | Canada      | Centre         |
| 15  | 2e   | Ernest Deadmarsh  | Canada      | Ailier gauche  |
| 29  | 3e   | Steve Cuddie      | Canada      | Défenseur      |
| 43  | 4e   | Randy Wyrozub     | Canada      | Centre         |
| 57  | 5e   | Mike Morton       | Canada      | Ailier droit   |
| 71  | 6e   | Mike Keeler       | Canada      | Défenseur      |
| 84  | 7e   | Timothy Regan     | États-Unis  | Gardien de but |
| 97  | 8e   | Doug Rombough     | Canada      | Centre         |
| 108 | 9e   | Luc Nadeau        | Canada      | Centre         |

### 1971
| No | Tour | Nom           | Nationalité | Position      |
| -- | ---- | ------------- | ----------- | ------------- |
| 5  | 1er  | Rick Martin   | Canada      | Ailier gauche |
| 19 | 2e   | Craig Ramsay  | Canada      | Ailier gauche |
| 33 | 3e   | Bill Hajt     | Canada      | Défenseur     |
| 47 | 4e   | Robert Richer | Canada      | Centre        |
| 61 | 5e   | Steve Warr    | Canada      | Défenseur     |
| 75 | 6e   | Pierre Duguay | Canada      | Ailier droit  |

### 1972
| No | Tour | Nom              | Nationalité | Position       |
| -- | ---- | ---------------- | ----------- | -------------- |
| 5  | 1er  | James Schoenfeld | Canada      | Défenseur      |
| 25 | 2e   | Larry Carrière   | Canada      | Défenseur      |
| 37 | 3e   | Jim McMasters    | Canada      | Défenseur      |
| 53 | 4e   | Rychard Campeau  | Canada      | Défenseur      |
| 69 | 5e   | Gilles Gratton   | Canada      | Gardien de but |
| 85 | 6e   | Peter McNab      | Canada      | Centre         |

### 1973
| No  | Tour | Nom             | Nationalité | Position      |
| --- | ---- | --------------- | ----------- | ------------- |
| 12  | 1er  | Morris Titanic  | Canada      | Ailier droit  |
| 28  | 2e   | Jean Landry     | Canada      | Défenseur     |
| 44  | 3e   | André Deschamps | Canada      | Ailier gauche |
| 60  | 4e   | Yvon Dupuis     | Canada      | Attaquant     |
| 76  | 5e   | Bob Smulders    | Canada      | Attaquant     |
| 92  | 6e   | Neil Korzack    | Canada      | Attaquant     |
| 108 | 7e   | Bob Young       | États-Unis  | Défenseur     |
| 124 | 8e   | Tim O'Connell   | États-Unis  | Défenseur     |

### 1974
| No  | Tour | Nom                             | Nationalité | Position      |
| --- | ---- | ------------------------------- | ----------- | ------------- |
| 11  | 1er  | Lee Fogolin Jr.                 | États-Unis  | Défenseur     |
| 29  | 2e   | Danny Gare                      | Canada      | Ailier droit  |
| 47  | 3e   | Michel Deziel                   | Canada      | Ailier gauche |
| 65  | 4e   | Paul McIntosh                   | Canada      | Défenseur     |
| 83  | 5e   | Garry Larivière                 | Canada      | Défenseur     |
| 101 | 6e   | David Given                     | États-Unis  | Centre        |
| 119 | 7e   | Bernard Noreau                  | Canada      | Ailier droit  |
| 136 | 8e   | Charles Constantin              | Canada      | Ailier gauche |
| 153 | 9e   | Rick Jodzio                     | Canada      | Ailier droit  |
| 168 | 10e  | Derek Smith                     | Canada      | Centre        |
| 183 | 11e  | Taro Tsujimoto : Choix invalide | Japon       |               |
| 196 | 12e  | Bob Geoffrion                   | Canada      | Ailier gauche |

### 1975
| No  | Tour | Nom             | Nationalité | Position       |
| --- | ---- | --------------- | ----------- | -------------- |
| 17  | 1er  | Robert Sauvé    | Canada      | Gardien de but |
| 35  | 2e   | Ken Breitenbach | Canada      | Défenseur      |
| 44  | 3e   | Terry Martin    | Canada      | Ailier gauche  |
| 53  | 3e   | Gary Mcadam     | Canada      | Ailier droit   |
| 71  | 4e   | Greg Neeld      | Canada      | Défenseur      |
| 89  | 5e   | Donald Edwards  | Canada      | Gardien de but |
| 107 | 6e   | Jim Minor       | Canada      | Centre         |
| 125 | 7e   | Grant Rowe      | Canada      | Défenseur      |
| 143 | 8e   | Alex Tidey      | Canada      | Ailier droit   |
| 159 | 9e   | Andy Whitby     | Canada      | Ailier droit   |
| 174 | 10e  | Len Moher       | États-Unis  | Gardien de but |

### 1976
| No  | Tour | Nom         | Nationalité | Position      |
| --- | ---- | ----------- | ----------- | ------------- |
| 33  | 2e   | Joe Kowal   | Canada      | Ailier gauche |
| 69  | 4e   | Henry Maze  | Canada      | Centre        |
| 87  | 5e   | Ron Roscoe  | Canada      | Défenseur     |
| 105 | 6e   | Don Lemieux | Canada      | Défenseur     |

### 1977
| No  | Tour | Nom             | Nationalité | Position       |
| --- | ---- | --------------- | ----------- | -------------- |
| 14  | 1er  | Ric Seiling     | Canada      | Ailier droit   |
| 32  | 2e   | Ron Areshenkoff | Canada      | Centre         |
| 68  | 4e   | Bill Stewart    | Canada      | Défenseur      |
| 86  | 5e   | Richard Sirois  | Canada      | Gardien de but |
| 104 | 6e   | Wayne Ramsey    | Canada      | Défenseur      |

### 1978
| No  | Tour | Nom               | Nationalité | Position       |
| --- | ---- | ----------------- | ----------- | -------------- |
| 13  | 1er  | Larry Playfair    | Canada      | Défenseur      |
| 32  | 2e   | Tony McKegney     | Canada      | Ailier gauche  |
| 49  | 3e   | Rob McClanahan    | États-Unis  | Centre         |
| 66  | 4e   | Mike Gazdic       | Canada      | Défenseur      |
| 82  | 5e   | Randy Ireland     | Canada      | Gardien de but |
| 99  | 6e   | Cameron Macgregor | Canada      | Ailier gauche  |
| 116 | 7e   | Dan Eastman       | Canada      | Centre         |
| 133 | 8e   | Eric Strobel      | États-Unis  | Centre         |
| 150 | 9e   | Eugene O'Sullivan | Canada      | Centre         |

## Les repêchages d'entrée
| Sommaire |
| Repêchages amateurs : 1970 \| 1971 \| 1972 \| 1973 \| 1974 \|1975 \| 1976 \| 1977 \| 1978 |
| Repêchages d'entrée : 1979 \| 1980 \| 1981 \| 1982 \| 1983 \| 1984 \| 1985 \| 1986 \| 1987 \| 1988 1989 \| 1990 \| 1991 \| 1992 \| 1993 \| 1994 \| 1995 \| 1996 \| 1997 \| 1998 1999 \| 2000 \| 2001 \| 2002 \| 2003 \| 2004 \| 2005 \| 2006 \| 2007 \| 2008 2009 \| 2010 \| 2011 \| 2012 \| 2013 \| 2014 \| 2015 \| 2016 \| 2017 \| 2018 2019 \| 2020 \| 2021 |
| Références |

### 1979
| No  | Tour | Nom              | Nationalité | Position       |
| --- | ---- | ---------------- | ----------- | -------------- |
| 11  | 1er  | Mike Ramsey      | États-Unis  | Défenseur      |
| 32  | 2e   | Lindy Ruff       | Canada      | Ailier gauche  |
| 53  | 3e   | Mark Robinson    | Canada      | Défenseur      |
| 55  | 3e   | Jacques Cloutier | Canada      | Gardien de but |
| 74  | 4e   | Gilles Hamel     | Canada      | Ailier gauche  |
| 95  | 5e   | Alan Haworth     | Canada      | Centre         |
| 116 | 6e   | Rick Knickle     | Canada      | Gardien de but |

### 1980
| No  | Tour | Nom               | Nationalité | Position       |
| --- | ---- | ----------------- | ----------- | -------------- |
| 20  | 1er  | Steve Patrick     | Canada      | Ailier droit   |
| 41  | 2e   | Mike Moller       | Canada      | Ailier droit   |
| 56  | 3e   | Sean McKenna      | Canada      | Ailier droit   |
| 62  | 3e   | Jay North         | États-Unis  | Centre         |
| 83  | 4e   | Jim Wiemer        | Canada      | Défenseur      |
| 104 | 5e   | Dirk Rueter       | Canada      | Défenseur      |
| 125 | 6e   | Daniel Naud       | Canada      | Défenseur      |
| 146 | 7e   | Jari Paavola      | Finlande    | Gardien de but |
| 167 | 8e   | Randy Cunneyworth | Canada      | Ailier gauche  |
| 188 | 9e   | Dave Beckon       | Canada      | Centre         |
| 209 | 10e  | John Bader        | États-Unis  | Ailier gauche  |

### 1981
| No  | Tour | Nom             | Nationalité     | Position      |
| --- | ---- | --------------- | --------------- | ------------- |
| 17  | 1er  | Jiří Dudáček    | Tchécoslovaquie | Ailier droit  |
| 38  | 2e   | Hannu Virta     | Finlande        | Défenseur     |
| 59  | 3e   | James Aldred    | Canada          | Ailier gauche |
| 60  | 3e   | Colin Chisholm  | Canada          | Défenseur     |
| 80  | 4e   | Jeff Eatough    | Canada          | Ailier droit  |
| 83  | 4e   | Anders Wikberg  | Suède           | Ailier gauche |
| 101 | 5e   | Mauri Eivola    | Finlande        | Centre        |
| 122 | 6e   | Ali Butorac     | Canada          | Défenseur     |
| 143 | 7e   | Heikki Leime    | Finlande        | Défenseur     |
| 164 | 8e   | Gaetano Orlando | Canada          | Centre        |
| 185 | 9e   | Venci Sebek     | États-Unis      | Défenseur     |
| 206 | 10e  | Warren Harper   | Canada          | Ailier gauche |

### 1982
| No  | Tour | Nom              | Nationalité | Position       |
| --- | ---- | ---------------- | ----------- | -------------- |
| 6   | 1er  | Phillip Housley  | États-Unis  | Défenseur      |
| 9   | 1er  | Paul Cyr         | Canada      | Ailier gauche  |
| 16  | 1er  | Dave Andreychuk  | Canada      | Ailier gauche  |
| 26  | 2e   | Mike Anderson    | États-Unis  | Centre         |
| 30  | 2e   | Jens Johansson   | Suède       | Défenseur      |
| 68  | 4e   | Timo Jutila      | Finlande    | Défenseur      |
| 79  | 4e   | Jeff Hamilton    | Canada      | Ailier gauche  |
| 100 | 5e   | Robert Logan     | Canada      | Ailier droit   |
| 111 | 6e   | Jeff Parker      | États-Unis  | Ailier droit   |
| 121 | 6e   | Jacob Gustavsson | Suède       | Gardien de but |
| 142 | 7e   | Allen Bishop     | Canada      | Défenseur      |
| 163 | 8e   | Claude Verret    | Canada      | Centre         |
| 184 | 9e   | Rob Norman       | Canada      | Ailier droit   |
| 205 | 10e  | Mike Craig       | Canada      | Gardien de but |
| 226 | 11e  | James Plankers   | États-Unis  | Défenseur      |

### 1983
| No  | Tour | Nom              | Nationalité | Position       |
| --- | ---- | ---------------- | ----------- | -------------- |
| 5   | 1er  | Thomas Barrasso  | États-Unis  | Gardien de but |
| 10  | 1er  | Normand Lacombe  | Canada      | Ailier droit   |
| 11  | 1er  | Adam Creighton   | Canada      | Centre         |
| 31  | 2e   | John Tucker      | Canada      | Ailier droit   |
| 34  | 2e   | Richard Hajdu    | Canada      | Ailier gauche  |
| 74  | 4e   | Daren Puppa      | Canada      | Gardien de but |
| 94  | 5e   | Jason Meyer      | Canada      | Défenseur      |
| 114 | 6e   | Jim Hofford      | Canada      | Défenseur      |
| 134 | 7e   | Christian Ruuttu | Finlande    | Centre         |
| 154 | 8e   | Donald McSween   | États-Unis  | Défenseur      |
| 174 | 9e   | Tim Hoover       | Canada      | Défenseur      |
| 194 | 10e  | Mark Ferner      | Canada      | Défenseur      |
| 214 | 11e  | Uwe Krupp        | Allemagne   | Défenseur      |
| 234 | 12e  | Marc Hamelin     | Canada      | Gardien de but |
| 235 | 12e  | Kermit Salfi     | États-Unis  | Ailier gauche  |

### 1984
| No  | Tour | Nom              | Nationalité | Position       |
| --- | ---- | ---------------- | ----------- | -------------- |
| 18  | 1er  | Mikael Andersson | Suède       | Ailier droit   |
| 39  | 2e   | Doug Trapp       | Canada      | Ailier gauche  |
| 60  | 3e   | Ray Sheppard     | Canada      | Ailier droit   |
| 81  | 4e   | Bob Halkidis     | Canada      | Défenseur      |
| 102 | 5e   | Joe Rampton      | États-Unis  | Ailier gauche  |
| 123 | 6e   | James Gasseau    | Canada      | Défenseur      |
| 144 | 7e   | Darcy Wakaluk    | Canada      | Gardien de but |
| 165 | 8e   | Orwar Stambert   | Suède       | Défenseur      |
| 206 | 10e  | Brian Mckinnon   | Canada      | Centre         |
| 226 | 11e  | Grant Delcourt   | Canada      | Ailier droit   |
| 247 | 12e  | Sean Baker       | États-Unis  | Ailier gauche  |

### 1985
| No  | Tour | Nom              | Nationalité     | Position      |
| --- | ---- | ---------------- | --------------- | ------------- |
| 14  | 1er  | Calle Johansson  | Suède           | Défenseur     |
| 35  | 2e   | Benoît Hogue     | Canada          | Ailier gauche |
| 56  | 3e   | Keith Gretzky    | Canada          | Centre        |
| 77  | 4e   | Dave Moylan      | Canada          | Défenseur     |
| 98  | 5e   | Ken Priestlay    | Canada          | Centre        |
| 119 | 6e   | Joe Reekie       | Canada          | Défenseur     |
| 140 | 7e   | Petri Matikainen | Finlande        | Défenseur     |
| 161 | 8e   | Trent Kaese      | Canada          | Ailier droit  |
| 182 | 9e   | Jirí Šejba       | Tchécoslovaquie | Ailier gauche |
| 203 | 10e  | Boyd Sutton      | États-Unis      | Centre        |
| 224 | 11e  | Guy Larose       | Canada          | Centre        |
| 245 | 12e  | Ken Baumgartner  | Canada          | Ailier gauche |

### 1986
| No  | Tour | Nom            | Nationalité | Position       |
| --- | ---- | -------------- | ----------- | -------------- |
| 5   | 1er  | Shawn Anderson | Canada      | Défenseur      |
| 26  | 2e   | Greg Brown     | États-Unis  | Défenseur      |
| 47  | 3e   | Bob Corkum     | États-Unis  | Centre         |
| 56  | 3e   | Kevin Kerr     | Canada      | Ailier droit   |
| 68  | 4e   | David Baseggio | Canada      | Défenseur      |
| 89  | 5e   | Larry Rooney   | États-Unis  | Défenseur      |
| 110 | 6e   | Miguel Baldris | Canada      | Défenseur      |
| 131 | 7e   | Mike Hartman   | États-Unis  | Ailier gauche  |
| 152 | 8e   | François Guay  | Canada      | Centre         |
| 173 | 9e   | Sean Whitham   | Canada      | Défenseur      |
| 194 | 10e  | Kenton Rein    | Canada      | Gardien de but |
| 215 | 11e  | Troy Arndt     | Canada      | Défenseur      |
| 2   | R.S  | Jeff Capello   | Canada      | Ailier gauche  |
| 3   | R.S  | John Cullen    | Canada      | Centre         |

### 1987
| No  | Tour | Nom             | Nationalité | Position       |
| --- | ---- | --------------- | ----------- | -------------- |
| 1   | 1er  | Pierre Turgeon  | Canada      | Centre         |
| 22  | 2e   | Brad Miller     | Canada      | Défenseur      |
| 53  | 3e   | Andrew MacVicar | Canada      | Ailier gauche  |
| 84  | 4e   | John Bradley    | États-Unis  | Gardien de but |
| 85  | 5e   | David Pergola   | États-Unis  | Ailier droit   |
| 106 | 6e   | Chris Marshall  | États-Unis  | Ailier gauche  |
| 127 | 7e   | Paul Flanagan   | États-Unis  | Défenseur      |
| 148 | 8e   | Sean Dooley     | États-Unis  | Défenseur      |
| 153 | 8e   | Timothy Roberts | États-Unis  | Ailier gauche  |
| 169 | 9e   | Grant Tkachuk   | Canada      | Ailier gauche  |
| 190 | 10e  | Ian Herbers     | Canada      | Défenseur      |
| 211 | 11e  | David Littman   | États-Unis  | Gardien de but |
| 232 | 12e  | Alan Macisaac   | Canada      | Centre         |
| 2   | R.S  | Dave Snuggerud  | États-Unis  | Ailier droit   |
| 3   | R.S  | Mike DeCarle    | États-Unis  | Ailier droit   |

### 1988
| No  | Tour | Nom                | Nationalité      | Position       |
| --- | ---- | ------------------ | ---------------- | -------------- |
| 13  | 1er  | Joel Savage        | Canada           | Ailier droit   |
| 55  | 3e   | Darcy Loewen       | Canada           | Ailier gauche  |
| 76  | 4e   | Keith Carney       | États-Unis       | Défenseur      |
| 89  | 5e   | Aleksandr Moguilny | Union soviétique | Ailier droit   |
| 97  | 5e   | Rob Ray            | Canada           | Ailier droit   |
| 106 | 6e   | David Di Vita      | États-Unis       | Défenseur      |
| 118 | 6e   | Michael McLaughlin | États-Unis       | Ailier gauche  |
| 139 | 7e   | Michael Griffith   | Canada           | Ailier droit   |
| 160 | 8e   | Daniel Ruoho       | États-Unis       | Défenseur      |
| 181 | 9e   | Wade Flaherty      | Canada           | Gardien de but |
| 223 | 11e  | Thomas Nieman      | États-Unis       | Centre         |
| 244 | 12e  | Robert Wallwork    | États-Unis       | Centre         |
| 18  | R.S  | Clark Davies       | Canada           | Défenseur      |

### 1989
| No  | Tour | Nom             | Nationalité | Position       |
| --- | ---- | --------------- | ----------- | -------------- |
| 14  | 1er  | Kevin Haller    | Canada      | Défenseur      |
| 56  | 3e   | Scott Thomas    | États-Unis  | Ailier droit   |
| 77  | 4e   | Doug Macdonald  | Canada      | Ailier gauche  |
| 98  | 5e   | Ken Sutton      | Canada      | Défenseur      |
| 107 | 6e   | Bill Pye        | États-Unis  | Gardien de but |
| 119 | 6e   | Michael Barkley | Canada      | Ailier droit   |
| 161 | 8e   | Derek Plante    | États-Unis  | Centre         |
| 183 | 9e   | Donald Audette  | Canada      | Ailier droit   |
| 194 | 10e  | Mark Astley     | Canada      | Défenseur      |
| 203 | 10e  | John Nelson     | Canada      | Ailier gauche  |
| 224 | 11e  | Todd Henderson  | Canada      | Gardien de but |
| 245 | 12e  | Michael Bavis   | États-Unis  | Ailier droit   |
| 19  | R.S  | Ian Boyce       | Canada      | Ailier gauche  |

### 1990
| No  | Tour | Nom             | Nationalité      | Position       |
| --- | ---- | --------------- | ---------------- | -------------- |
| 14  | 1er  | Brad May        | Canada           | Ailier gauche  |
| 82  | 4e   | Brian McCarthy  | États-Unis       | Centre         |
| 97  | 5e   | Richard Šmehlík | Tchécoslovaquie  | Défenseur      |
| 100 | 5e   | Todd Bojcun     | Canada           | Gardien de but |
| 103 | 5e   | Brad Pascall    | Canada           | Défenseur      |
| 142 | 7e   | Viktor Gordiouk | Union soviétique | Ailier droit   |
| 166 | 8e   | Milan Nedoma    | Tchécoslovaquie  | Défenseur      |
| 187 | 9e   | Jason Winch     | Canada           | Ailier droit   |
| 208 | 10e  | Sylvain Naud    | Canada           | Ailier droit   |
| 229 | 11e  | Kenneth Martin  | États-Unis       | Ailier gauche  |
| 250 | 12e  | Brad Rubachuk   | Canada           | Centre         |
| 23  | R.S  | Shane McFarlane | États-Unis       | Centre         |

### 1991
| No  | Tour | Nom              | Nationalité      | Position       |
| --- | ---- | ---------------- | ---------------- | -------------- |
| 13  | 1er  | Philippe Boucher | Canada           | Défenseur      |
| 35  | 2e   | Jason Dawe       | Canada           | Ailier droit   |
| 57  | 3e   | Jason Young      | Canada           | Ailier gauche  |
| 72  | 4e   | Peter Ambroziak  | Canada           | Ailier gauche  |
| 101 | 5e   | Steve Shields    | Canada           | Gardien de but |
| 123 | 6e   | Sean O'Donnell   | Canada           | Défenseur      |
| 124 | 6e   | Brian Holzinger  | États-Unis       | Centre         |
| 145 | 7e   | Chris Snell      | Canada           | Défenseur      |
| 162 | 8e   | Jiri Kuntos      | Tchécoslovaquie  | Défenseur      |
| 189 | 9e   | Tony Iob         | Canada           | Ailier gauche  |
| 211 | 10e  | Spencer Meany    | Canada           | Ailier droit   |
| 233 | 11e  | Mikhaïl Volkov   | Union soviétique | Ailier droit   |
| 255 | 12e  | Michael Smith    | Canada           | Défenseur      |
| 19  | R.S  | Jamie Steer      | Canada           | Ailier droit   |

### 1992
| No  | Tour | Nom             | Nationalité     | Position       |
| --- | ---- | --------------- | --------------- | -------------- |
| 11  | 1er  | David Cooper    | Canada          | Défenseur      |
| 35  | 2e   | Jozef Cierny    | Slovaquie       | Ailier gauche  |
| 59  | 3e   | Ondrej Steiner  | Tchécoslovaquie | Centre         |
| 80  | 4e   | Dean Melanson   | Canada          | Défenseur      |
| 83  | 4e   | Matthew Barnaby | Canada          | Ailier droit   |
| 107 | 5e   | Markus Ketterer | Finlande        | Gardien de but |
| 108 | 5e   | Iouri Khmyliov  | Russie          | Ailier gauche  |
| 131 | 6e   | Paul Rushforth  | Canada          | Centre         |
| 179 | 8e   | Dean Tiltgen    | Canada          | Centre         |
| 203 | 9e   | Todd Simon      | Canada          | Centre         |
| 227 | 10e  | Rick Kowalsky   | Canada          | Ailier droit   |
| 251 | 11e  | Chris Clancy    | Canada          | Ailier gauche  |

### 1993
| No  | Tour | Nom              | Nationalité | Position       |
| --- | ---- | ---------------- | ----------- | -------------- |
| 38  | 2e   | Denis Tsygourov  | Russie      | Défenseur      |
| 64  | 3e   | Ethan Philpott   | États-Unis  | Ailier droit   |
| 116 | 5e   | Richard Safarik  | Slovaquie   | Ailier gauche  |
| 142 | 6e   | Kevin Pozzo      | Canada      | Défenseur      |
| 168 | 7e   | Sergueï Petrenko | Ukraine     | Ailier gauche  |
| 194 | 8e   | Mike Barrie      | Canada      | Centre         |
| 220 | 9e   | Barrie Moore     | Canada      | Ailier gauche  |
| 246 | 10e  | Chris Davis      | Canada      | Gardien de but |
| 272 | 11e  | Scott Nichol     | Canada      | Centre         |

### 1994
| No  | Tour | Nom               | Nationalité | Position       |
| --- | ---- | ----------------- | ----------- | -------------- |
| 17  | 1er  | Wayne Primeau     | Canada      | Centre         |
| 43  | 2e   | Curtis Brown      | Canada      | Centre         |
| 69  | 3e   | Rumun Ndur        | Nigeria     | Défenseur      |
| 121 | 5e   | Serhiï Klimentiev | Ukraine     | Défenseur      |
| 147 | 6e   | Cal Benazic       | Canada      | Défenseur      |
| 168 | 7e   | Steven Plouffe    | Canada      | Gardien de but |
| 173 | 7e   | Shane Hnidy       | Canada      | Défenseur      |
| 176 | 7e   | Steve Webb        | Canada      | Ailier droit   |
| 199 | 8e   | Bob Westerby      | Canada      | Ailier gauche  |
| 225 | 9e   | Craig Millar      | Canada      | Défenseur      |
| 251 | 10e  | Mark Polak        | Canada      | Centre         |
| 277 | 11e  | Shayne Wright     | Canada      | Défenseur      |

### 1995
| No  | Tour | Nom                | Nationalité        | Position       |
| --- | ---- | ------------------ | ------------------ | -------------- |
| 14  | 1er  | Jay McKee          | Canada             | Défenseur      |
| 16  | 1er  | Martin Biron       | Canada             | Gardien de but |
| 42  | 2e   | Mark Dutiaume      | Canada             | Ailier gauche  |
| 68  | 3e   | Mathieu Sunderland | Canada             | Ailier droit   |
| 94  | 4e   | Matt Davidson      | Canada             | Ailier droit   |
| 111 | 5e   | Marian Meňhart     | République tchèque | Défenseur      |
| 119 | 5e   | Kevin Popp         | Canada             | Défenseur      |
| 123 | 5e   | Daniel Bienvenue   | Canada             | Ailier gauche  |
| 172 | 7e   | Brian Scott        | Canada             | Ailier gauche  |
| 198 | 8e   | Mike Zanutto       | Canada             | Centre         |
| 224 | 9e   | Rob Skrlac         | Canada             | Ailier gauche  |

### 1996
| No  | Tour | Nom             | Nationalité | Position       |
| --- | ---- | --------------- | ----------- | -------------- |
| 7   | 1er  | Erik Rasmussen  | États-Unis  | Centre         |
| 27  | 2e   | Cory Sarich     | Canada      | Défenseur      |
| 33  | 2e   | Darren Van Oene | Canada      | Ailier gauche  |
| 54  | 3e   | François Méthot | Canada      | Centre         |
| 87  | 4e   | Kurt Walsh      | Canada      | Ailier droit   |
| 106 | 4e   | Mike Martone    | Canada      | Défenseur      |
| 115 | 5e   | Alekseï Tezikov | Russie      | Défenseur      |
| 142 | 6e   | Ryan Davis      | Canada      | Ailier droit   |
| 161 | 6e   | Darren Mortier  | Canada      | Centre         |
| 222 | 9e   | Scott Buhler    | Canada      | Gardien de but |

### 1997
| No  | Tour | Nom                | Nationalité        | Position       |
| --- | ---- | ------------------ | ------------------ | -------------- |
| 21  | 1er  | Mika Noronen       | Finlande           | Gardien de but |
| 48  | 2e   | Henrik Tallinder   | Suède              | Défenseur      |
| 69  | 3e   | Maksim Afinoguenov | Russie             | Ailier droit   |
| 75  | 3e   | Jeff Martin        | Canada             | Centre         |
| 101 | 4e   | Luc Theoret        | Canada             | Défenseur      |
| 128 | 5e   | Torrey DiRoberto   | États-Unis         | Centre         |
| 156 | 6e   | Brian Campbell     | Canada             | Défenseur      |
| 184 | 7e   | Jeremy Adduono     | Canada             | Ailier droit   |
| 212 | 8e   | Kamil Piroš        | République tchèque | Ailier droit   |
| 238 | 9e   | Dylan Kemp         | Canada             | Défenseur      |

### 1998
| No  | Tour | Nom              | Nationalité        | Position      |
| --- | ---- | ---------------- | ------------------ | ------------- |
| 18  | 1er  | Dmitri Kalinine  | Russie             | Défenseur     |
| 34  | 2e   | Andrew Peters    | Canada             | Ailier gauche |
| 47  | 2e   | Norman Milley    | Canada             | Ailier droit  |
| 50  | 2e   | Jaroslav Kristek | République tchèque | Ailier droit  |
| 77  | 3e   | Mike Pandolfo    | États-Unis         | Ailier gauche |
| 137 | 5e   | Aaron Goldade    | Canada             | Centre        |
| 164 | 6e   | Aleš Kotalík     | République tchèque | Ailier droit  |
| 191 | 7e   | Brad Moran       | Canada             | Centre        |
| 218 | 8e   | David Moravec    | République tchèque | Ailier gauche |
| 249 | 9e   | Edo Terglav      | Slovénie           | Ailier droit  |

### 1999
| No  | Tour | Nom                   | Nationalité        | Position       |
| --- | ---- | --------------------- | ------------------ | -------------- |
| 20  | 1er  | Barrett Heisten       | États-Unis         | Ailier gauche  |
| 35  | 2e   | Milan Bartovič        | Slovaquie          | Ailier droit   |
| 55  | 2e   | Doug Janik            | États-Unis         | Défenseur      |
| 64  | 2e   | Michael Zigomanis     | Canada             | Centre         |
| 73  | 3e   | Tim Preston           | Canada             | Ailier gauche  |
| 117 | 4e   | Karel Mošovský        | République tchèque | Ailier gauche  |
| 138 | 5e   | Ryan Miller           | États-Unis         | Gardien de but |
| 146 | 5e   | Matthew Kinch         | Canada             | Défenseur      |
| 178 | 6e   | Sénèque Hyacinthe Jr. | Canada             | Ailier gauche  |
| 206 | 7e   | Bret Dececco          | Canada             | Ailier droit   |
| 235 | 8e   | Brad Self             | Canada             | Centre         |
| 263 | 9e   | Craig Brunel          | Canada             | Ailier droit   |

### 2000
| No  | Tour | Nom               | Nationalité | Position       |
| --- | ---- | ----------------- | ----------- | -------------- |
| 15  | 1er  | Artiom Krioukov   | Russie      | Centre         |
| 48  | 2e   | Gerard Dicaire    | Macédoine   | Défenseur      |
| 111 | 4e   | Ghyslain Rousseau | Canada      | Gardien de but |
| 149 | 5e   | Denis Denissov    | Russie      | Ailier gauche  |
| 213 | 7e   | Vassili Biziaïev  | Russie      | Ailier gauche  |
| 220 | 7e   | Paul Gaustad      | États-Unis  | Attaquant      |
| 258 | 8e   | Sean McMorrow     | Canada      | Défenseur      |
| 277 | 9e   | Ryan Courtney     | Canada      | Ailier gauche  |

### 2001
| No  | Tour | Nom              | Nationalité        | Position      |
| --- | ---- | ---------------- | ------------------ | ------------- |
| 22  | 1er  | Jiří Novotný     | République tchèque | Centre        |
| 32  | 2e   | Derek Roy        | Canada             | Centre        |
| 50  | 2e   | Chris Thorburn   | Canada             | Centre        |
| 55  | 2e   | Jason Pominville | Canada             | Ailier droit  |
| 155 | 5e   | Michal Vondrka   | République tchèque | Ailier gauche |
| 234 | 8e   | Calle Åslund     | Suède              | Défenseur     |
| 247 | 8e   | Marek Dubec      | Slovaquie          | Défenseur     |
| 279 | 9e   | Ryan Jorde       | Canada             | Défenseur     |

### 2002
| No  | Tour | Nom             | Nationalité        | Position       |
| --- | ---- | --------------- | ------------------ | -------------- |
| 11  | 1er  | Keith Ballard   | États-Unis         | Défenseur      |
| 20  | 1er  | Daniel Paille   | Canada             | Ailier gauche  |
| 76  | 3e   | Michaël Tessier | Canada             | Ailier gauche  |
| 82  | 3e   | John Adams      | États-Unis         | Défenseur      |
| 108 | 4e   | Jakub Hulva     | République tchèque | Attaquant      |
| 121 | 4e   | Marty Magers    | États-Unis         | Gardien de but |
| 178 | 6e   | Maksim Chevyev  | Russie             | Centre         |
| 208 | 7e   | Radoslav Hecl   | Slovaquie          | Défenseur      |
| 241 | 8e   | Dennis Wideman  | Canada             | Défenseur      |
| 271 | 9e   | Martin Čížek    | République tchèque | Défenseur      |

### 2003
| No  | Tour | Nom                   | Nationalité        | Position       |
| --- | ---- | --------------------- | ------------------ | -------------- |
| 5   | 1er  | Thomas Vanek          | Autriche           | Ailier gauche  |
| 65  | 2e   | Branislav Fábry       | Slovaquie          | Ailier droit   |
| 74  | 3e   | Clarke MacArthur      | Canada             | Ailier gauche  |
| 106 | 4e   | Jan Hejda             | République tchèque | Défenseur      |
| 114 | 4e   | Denis Iejov           | Russie             | Défenseur      |
| 150 | 5e   | Thomas Morrow         | États-Unis         | Défenseur      |
| 172 | 6e   | Pavel Vorochnine      | Russie             | Défenseur      |
| 202 | 7e   | Nathan Paetsch        | Canada             | Défenseur      |
| 235 | 8e   | Jeff Weber            | Canada             | Gardien de but |
| 266 | 9e   | Louis-Philippe Martin | Canada             | Ailier droit   |

### 2004
| No  | Tour | Nom            | Nationalité | Position       |
| --- | ---- | -------------- | ----------- | -------------- |
| 13  | 1er  | Drew Stafford  | États-Unis  | Ailier droit   |
| 43  | 2e   | Michael Funk   | Canada      | Défenseur      |
| 71  | 3e   | Andrej Sekera  | Slovaquie   | Défenseur      |
| 145 | 5e   | Michal Valent  | Slovaquie   | Gardien de but |
| 176 | 6e   | Patrick Kaleta | États-Unis  | Ailier droit   |
| 207 | 7e   | Mark Mancari   | Canada      | Ailier droit   |
| 241 | 8e   | Michael Card   | Canada      | Défenseur      |
| 273 | 9e   | Dylan Hunter   | Canada      | Ailier gauche  |

### 2005
| No  | Tour | Nom                       | Nationalité | Position       |
| --- | ---- | ------------------------- | ----------- | -------------- |
| 13  | 1er  | Marek Zagrapan            | Slovaquie   | Centre         |
| 48  | 2e   | Philip Gogulla            | Allemagne   | Attaquant      |
| 87  | 3e   | Marc-André Gragnani       | Canada      | Défenseur      |
| 96  | 4e   | Chris Butler              | États-Unis  | Défenseur      |
| 142 | 5e   | Nathan Gerbe              | États-Unis  | Centre         |
| 182 | 6e   | Adam Dennis               | Canada      | Gardien de but |
| 191 | 6e   | Viatcheslav Bouravtchikov | Russie      | Défenseur      |
| 208 | 7e   | Matt Generous             | États-Unis  | Défenseur      |
| 227 | 7e   | Andrew Orpik              | États-Unis  | Défenseur      |

### 2006
| No  | Tour | Nom              | Nationalité | Position       |
| --- | ---- | ---------------- | ----------- | -------------- |
| 24  | 1er  | Dennis Persson   | Suède       | Défenseur      |
| 46  | 2e   | Jhonas Enroth    | Suède       | Gardien de but |
| 57  | 2e   | Michael Weber    | États-Unis  | Défenseur      |
| 117 | 4e   | Felix Schütz     | Allemagne   | Centre         |
| 147 | 5e   | Alex Biega       | Canada      | Défenseur      |
| 207 | 7e   | Benjamin Breault | Canada      | Centre         |

### 2007
| No  | Tour | Nom                    | Nationalité | Position       |
| --- | ---- | ---------------------- | ----------- | -------------- |
| 31  | 2e   | Terrence James Brennan | États-Unis  | Défenseur      |
| 59  | 2e   | Drew Schiestel         | Canada      | Défenseur      |
| 89  | 3e   | Corey Tropp            | États-Unis  | Ailier droit   |
| 139 | 5e   | Bradley Eidsness       | Canada      | Gardien de but |
| 147 | 5e   | Jean-Simon Allard      | Canada      | Centre         |
| 179 | 6e   | Paul Byron             | Canada      | Centre         |
| 187 | 7e   | Nick Eno               | États-Unis  | Gardien de but |
| 209 | 7e   | Drew MacKenzie         | États-Unis  | Défenseur      |

### 2008
| No  | Tour | Nom               | Nationalité | Position      |
| --- | ---- | ----------------- | ----------- | ------------- |
| 12  | 1er  | Tyler Myers       | États-Unis  | Défenseur     |
| 26  | 1er  | Tyler Ennis       | Canada      | Centre        |
| 44  | 2e   | Luke Adam         | Canada      | Centre        |
| 81  | 3e   | Corey Fienhage    | États-Unis  | Défenseur     |
| 101 | 4e   | Justin Jokinen    | États-Unis  | Ailier droit  |
| 104 | 4e   | Jordon Southorn   | Canada      | Défenseur     |
| 134 | 5e   | Jacob Lagacé      | Canada      | Ailier gauche |
| 164 | 6e   | Nicholas Crawford | Canada      | Défenseur     |

### 2009
| No  | Tour | Nom            | Nationalité | Position       |
| --- | ---- | -------------- | ----------- | -------------- |
| 13  | 1er  | Zack Kassian   | Canada      | Ailier droit   |
| 66  | 3e   | Brayden McNabb | Canada      | Défenseur      |
| 104 | 4e   | Marcus Foligno | États-Unis  | Ailier gauche  |
| 134 | 5e   | Mark Adams     | États-Unis  | Défenseur      |
| 164 | 6e   | Connor Knapp   | États-Unis  | Gardien de but |
| 194 | 7e   | Maxime Legault | Canada      | Ailier droit   |

### 2010
| No  | Tour | Nom                   | Nationalité | Position      |
| --- | ---- | --------------------- | ----------- | ------------- |
| 23  | 1er  | Mark Pysyk            | Canada      | Défenseur     |
| 68  | 3e   | Jérôme Gauthier-Leduc | Canada      | Défenseur     |
| 75  | 3e   | Kevin Sundher         | Canada      | Centre        |
| 83  | 3e   | Matthew MacKenzie     | Canada      | Défenseur     |
| 98  | 4e   | Steven Shipley        | Canada      | Centre        |
| 143 | 5e   | Gregg Sutch           | Canada      | Ailier droit  |
| 173 | 6e   | Cédrick Henley        | Canada      | Ailier gauche |
| 203 | 7e   | Christian Isackson    | États-Unis  | Ailier droit  |
| 208 | 7e   | Riley Boychuk         | Canada      | Ailier gauche |

### 2011
| No  | Tour | Nom              | Nationalité | Position       |
| --- | ---- | ---------------- | ----------- | -------------- |
| 16  | 1er  | Joel Armia       | Finlande    | Ailier droit   |
| 77  | 3e   | Daniel Catenacci | Canada      | Centre         |
| 107 | 4e   | Colin Jacobs     | États-Unis  | Centre         |
| 137 | 5e   | Alex Lepkowski   | États-Unis  | Défenseur      |
| 167 | 6e   | Nathan Lieuwen   | Canada      | Gardien de but |
| 197 | 7e   | Brad Navin       | États-Unis  | Centre         |

### 2012
| No  | Tour | Nom                | Nationalité | Position       |
| --- | ---- | ------------------ | ----------- | -------------- |
| 12  | 1er  | Mikhaïl Grigorenko | Russie      | Centre         |
| 14  | 1er  | Zemgus Girgensons  | Lettonie    | Centre         |
| 44  | 2e   | Jake McCabe        | États-Unis  | Défenseur      |
| 73  | 3e   | Justin Kea         | Canada      | Centre         |
| 133 | 5e   | Logan Nelson       | États-Unis  | Centre         |
| 163 | 6e   | Linus Ullmark      | Suède       | Gardien de but |
| 193 | 7e   | Brady Austin       | Canada      | Défenseur      |
| 204 | 7e   | Judd Peterson      | États-Unis  | Centre         |

### 2013
| No  | Tour | Nom                   | Nationalité | Position       |
| --- | ---- | --------------------- | ----------- | -------------- |
| 8   | 1er  | Rasmus Ristolainen    | Finlande    | Défenseur      |
| 16  | 1er  | Nikita Zadorov        | Russie      | Défenseur      |
| 35  | 2e   | Joseph Taylor Compher | États-Unis  | Ailier gauche  |
| 38  | 2e   | Connor Hurley         | États-Unis  | Centre         |
| 52  | 2e   | Justin Bailey         | États-Unis  | Ailier droit   |
| 69  | 3e   | Nicholas Baptiste     | Canada      | Ailier droit   |
| 129 | 5e   | Calvin Petersen       | États-Unis  | Gardien de but |
| 130 | 5e   | Gustav Possler        | Suède       | Ailier droit   |
| 143 | 5e   | Anthony Florentino    | États-Unis  | Défenseur      |
| 159 | 6e   | Sean Malone           | États-Unis  | Centre         |
| 189 | 7e   | Eric Locke            | États-Unis  | Centre         |

### 2014
| No  | Tour | Nom               | Nationalité        | Position       |
| --- | ---- | ----------------- | ------------------ | -------------- |
| 2   | 1er  | Sam Reinhart      | Canada             | Centre         |
| 31  | 2e   | Brendan Lemieux   | États-Unis         | Ailier gauche  |
| 44  | 2e   | Eric Cornel       | Canada             | Centre         |
| 49  | 2e   | Václav Karabáček  | République tchèque | Ailier droit   |
| 61  | 3e   | Jonas Johansson   | Suède              | Gardien de but |
| 74  | 3e   | Brycen Martin     | Canada             | Défenseur      |
| 121 | 5e   | Maxwell Willman   | États-Unis         | Centre         |
| 151 | 6e   | Christopher Brown | États-Unis         | Centre         |
| 181 | 7e   | Victor Olofsson   | Suède              | Ailier droit   |

### 2015
| No  | Tour | Nom              | Nationalité | Position  |
| --- | ---- | ---------------- | ----------- | --------- |
| 2   | 1er  | John Eichel      | États-Unis  | Centre    |
| 51  | 2e   | Brendan Guhle    | Canada      | Défenseur |
| 92  | 4e   | William Borgen   | États-Unis  | Défenseur |
| 122 | 5e   | Devante Stephens | Canada      | Défenseur |
| 152 | 6e   | Georgio Estephan | Canada      | Centre    |
| 182 | 7e   | Ivan Chukarov    | États-Unis  | Défenseur |

### 2016
| No  | Tour | Nom                | Nationalité        | Position      |
| --- | ---- | ------------------ | ------------------ | ------------- |
| 8   | 1er  | Alexander Nylander | Canada             | Ailier gauche |
| 33  | 2e   | Rasmus Asplund     | Suède              | Centre        |
| 69  | 3e   | Cliff Pu           | Canada             | Ailier droit  |
| 86  | 3e   | Casey Fitzgerald   | États-Unis         | Défenseur     |
| 99  | 4e   | Brett Murray       | Canada             | Ailier gauche |
| 129 | 5e   | Philip Nyberg      | Suède              | Défenseur     |
| 130 | 5e   | Vojtech Budik      | République tchèque | Défenseur     |
| 159 | 6e   | Brandon Hagel      | Canada             | Ailier gauche |
| 189 | 7e   | Austin Osmanski    | États-Unis         | Défenseur     |
| 190 | 7e   | Vassili Glotov     | Russie             | Centre        |

### 2017
| No  | Tour | Nom                  | Nationalité | Position       |
| --- | ---- | -------------------- | ----------- | -------------- |
| 8   | 1er  | Casey Mittelstadt    | États-Unis  | Centre         |
| 37  | 2e   | Marcus Davidsson     | Suède       | Centre         |
| 54  | 2e   | Ukko-Pekka Luukkonen | Finlande    | Gardien de but |
| 89  | 3e   | Oskari Laaksonen     | Finlande    | Défenseur      |
| 99  | 4e   | Jacob Bryson         | Canada      | Défenseur      |
| 192 | 7e   | Linus Weissbach      | Suède       | Ailier gauche  |

### 2018
| No  | Tour | Nom                       | Nationalité        | Position  |
| --- | ---- | ------------------------- | ------------------ | --------- |
| 1   | 1er  | Rasmus Dahlin             | Suède              | Défenseur |
| 32  | 2e   | Mattias Samuelsson        | États-Unis         | Défenseur |
| 94  | 4e   | Matěj Pekař               | République tchèque | Centre    |
| 117 | 4e   | Linus Lindstrand Kronholm | Suède              | Défenseur |
| 125 | 5e   | Miska Kukkonen            | Finlande           | Défenseur |
| 187 | 7e   | William Worge Kreü        | Suède              | Défenseur |

### 2019
| No  | Tour | Nom              | Nationalité        | Position       |
| --- | ---- | ---------------- | ------------------ | -------------- |
| 7   | 1er  | Dylan Cozens     | Canada             | Centre         |
| 31  | 1er  | Ryan Johnson     | États-Unis         | Défenseur      |
| 67  | 3e   | Erik Portillo    | Suède              | Gardien de but |
| 102 | 4e   | Aaron Huglen     | États-Unis         | Ailier droit   |
| 143 | 5e   | Filip Cederqvist | Suède              | Ailier gauche  |
| 160 | 6e   | Lukáš Rousek     | République tchèque | Ailier droit   |

### 2020
| No  | Tour | Nom                | Nationalité        | Position     |
| --- | ---- | ------------------ | ------------------ | ------------ |
| 8   | 1er  | Jack Quinn         | Canada             | Ailier droit |
| 34  | 2e   | John-Jason Peterka | Allemagne          | Ailier droit |
| 131 | 5e   | Matteo Costantini  | Canada             | Centre       |
| 193 | 7e   | Albert Lyckåsen    | Suède              | Défenseur    |
| 216 | 7e   | Jakub Konečný      | République tchèque | Centre       |

### 2021
| No  | Tour | Nom                  | Nationalité | Position      |
| --- | ---- | -------------------- | ----------- | ------------- |
| 1   | 1er  | Owen Power           | Canada      | Défenseur     |
| 14  | 1er  | Isak Rosén           | Suède       | Ailier droit  |
| 33  | 2e   | Prokhor Poltapov     | Russie      | Ailier gauche |
| 53  | 2e   | Aleksandr Kissakov   | Russie      | Ailier gauche |
| 88  | 3e   | Stiven Sardarian     | Russie      | Ailier droit  |
| 95  | 3e   | Josh Bloom           | Canada      | Ailier gauche |
| 97  | 4e   | Olivier Nadeau       | Canada      | Ailier droit  |
| 159 | 5e   | Viljami Marjala      | Finlande    | Ailier gauche |
| 161 | 6e   | William Von Barnekow | Suède       | Centre        |
| 188 | 6e   | Nikita Novikov       | Russie      | Défenseur     |
| 193 | 7e   | Tyson Kozak          | Canada      | Centre        |

### 2022
| No  | Tour | Nom                      | Nationalité | Position       |
| --- | ---- | ------------------------ | ----------- | -------------- |
| 9   | 1er  | Matthew Savoie           | Canada      | Centre         |
| 16  | 1er  | Noah Östlund             | Suède       | Centre         |
| 28  | 1er  | Jiří Kulich              | Tchéquie    | Centre         |
| 41  | 2e   | Topias Leinonen          | Finlande    | Gardien de but |
| 74  | 3e   | Viktor Neuchev           | Russie      | Ailier gauche  |
| 106 | 4e   | Mats Lindgren            | Canada      | Défenseur      |
| 134 | 5e   | Vsevolod Komarov         | Russie      | Défenseur      |
| 170 | 6e   | Jake Richard             | États-Unis  | Ailier droit   |
| 187 | 6e   | Gustav Karlsson          | Suède       | Centre         |
| 202 | 7e   | Joel Ratkovic Berndtsson | Suède       | Ailier droit   |
| 211 | 7e   | Linus Sjödin             | Suède       | Centre         |

### 2023
| No  | Tour | Nom            | Nationalité | Position       |
| --- | ---- | -------------- | ----------- | -------------- |
| 13  | 1er  | Zachary Benson | Canada      | Ailier gauche  |
| 39  | 2e   | Anton Wahlberg | Suède       | Centre         |
| 45  | 2e   | Maxim Strbak   | Slovaquie   | Défenseur      |
| 86  | 3e   | Gavin McCarthy | États-Unis  | Défenseur      |
| 109 | 4e   | Ethan Miedema  | Canada      | Ailier gauche  |
| 141 | 5e   | Scott Ratzlaff | Canada      | Gardien de but |
| 173 | 6e   | Sean Keohane   | États-Unis  | Défenseur      |
| 205 | 7e   | Norwin Panocha | Allemagne   | Défenseur      |

### 2024
| No  | Tour | Nom               | Nationalité | Position       |
| --- | ---- | ----------------- | ----------- | -------------- |
| 14  | 1er  | Konsta Helenius   | Finlande    | Centre         |
| 42  | 2e   | Adam Kleber       | États-Unis  | Défenseur      |
| 71  | 3e   | Brodie Ziemer     | États-Unis  | Ailier droit   |
| 108 | 4e   | Luke Osburn       | États-Unis  | Défenseur      |
| 123 | 4e   | Simon-Pier Brunet | Canada      | Défenseur      |
| 172 | 6e   | Patrick Geary     | États-Unis  | Défenseur      |
| 204 | 7e   | Vassili Zelenov   | Russie      | Ailier droit   |
| 219 | 7e   | Ryerson Leenders  | Canada      | Gardien de but |

### 2025
| No  | Tour | Nom               | Nationalité | Position       |
| --- | ---- | ----------------- | ----------- | -------------- |
| 9   | 1er  | Radim Mrtka       | Tchéquie    | Défenseur      |
| 71  | 2e   | David Bedkowski   | Canada      | Défenseur      |
| 103 | 3e   | Matous Kucharcik  | Tchéquie    | Centre         |
| 116 | 3e   | Samuel Meloche    | Canada      | Gardien de but |
| 135 | 5e   | Noah Laberge      | Canada      | Défenseur      |
| 167 | 6e   | Ashton Schultz    | États-Unis  | Centre         |
| 195 | 7e   | Melvin Novotny    | Suède       | Ailier gauche  |
| 199 | 7e   | Yevgeni Prokhorov | Russie      | Gardien de but |
| 219 | 7e   | Ryan Rucinski     | États-Unis  | Centre         |